# Воронів (Коломийський район)
Во́ронів — село в Україні, у Городенківській міській громаді Коломийського району Івано-Франківської області.
Відповідно до Розпорядження Кабінету Міністрів України від 12 червня 2020 року № 714-р «Про визначення адміністративних центрів та затвердження територій територіальних громад Івано-Франківської області» увійшло до складу Городенківської міської громади.

## Населення

### Мова
Розподіл населення за рідною мовою за даними перепису 2001 року:
| Мова       | Кількість | Відсоток |
| ---------- | --------- | -------- |
| українська | 467       | 99.36%   |
| російська  | 2         | 0.43%    |
| румунська  | 1         | 0.21%    |
| Усього     | 470       | 100%     |

## Церква
У селі розташована церква Різдва Пресвятої Богородиці (дерев'яна), споруджена в 1876 році. Належить ПЦУ, настоятель о. Михайло Возняк. Церква є пам'яткою місцевого значення за № 672. З 2009 року в селі здійснюється будівництво нової церкви, яку 22 вересня 2019 року освятив Єпископ Юліан

## Школа
Діяльність призупинена, не працює з 31.08.2014.